# Michel Galabru
« Galabru » redirige ici. Pour les autres significations, voir Galabru (homonymie).
Michel Galabru, né le 27 octobre 1922 à Safi (protectorat français au Maroc) et mort le 4 janvier 2016 à Paris 18e, est un acteur français.
Il a également été metteur en scène et directeur du théâtre Montmartre-Galabru ainsi que du théâtre de Dix Heures.
Premier prix du Conservatoire national d'art dramatique, Michel Galabru est pensionnaire de la Comédie-Française durant sept ans, de 1950 à 1957. Il acquiert un début de notoriété au cinéma avec le film La Guerre des boutons d'Yves Robert, succès de l'année 1962. Le Gendarme de Saint-Tropez, en 1964, le révèle auprès du grand public. Auprès de Louis de Funès, il interprète l'adjudant Gerber de la gendarmerie de Saint-Tropez.
Dès lors, il devient un acteur omniprésent dans le cinéma comique français, tournant régulièrement sous la direction de Jean Girault, Jean-Pierre Mocky, Georges Lautner, Bertrand Blier et Claude Zidi. Très populaire, il joue dans de nombreuses comédies à succès telles que Le Viager, Le Grand Bazar, Flic ou Voyou, Papy fait de la résistance, La Cage aux folles ou Les Sous-doués, tout en retrouvant Louis de Funès dans les cinq suites du Gendarme ou encore dans L'Avare. En parallèle, pour des raisons alimentaires, il participe à d'innombrables films comiques qualifiés de « nanars ».
Il livre aussi des prestations dramatiques remarquées dans L'Ibis rouge, Monsieur Balboss, Le Juge et l'Assassin, Le Choix des armes, Subway, Kamikaze ou encore Uranus. En 1977, son interprétation d'un tueur en série du XIXe siècle dans Le Juge et l'Assassin lui vaut le César du meilleur acteur. Il est nommé au César du meilleur acteur dans un second rôle, en 1986 pour Subway et en 1991 pour Uranus.
Figure du cinéma français avec près de soixante-dix ans de carrière et son nom aux génériques de plus de deux cent cinquante films, Michel Galabru reste également fidèle à la scène, étant souvent à l'affiche des théâtres de boulevard mais aussi de pièces d'auteurs comme Molière, Jean Anouilh et surtout Marcel Pagnol, qu'il affectionne particulièrement. En 2008, le Molière du comédien lui est décerné pour son rôle dans Les Chaussettes-Opus 124. Il poursuit sa carrière quasiment jusqu'à sa mort, notamment avec Le Cancre, spectacle seul en scène qui revient avec humour sur sa carrière.

## Biographie

### Jeunesse et formation
Né le 27 octobre 1922 à Safi au Maroc, Michel Galabru est le fils de Paul Galabru (1892-1988), ingénieur et professeur à l'École nationale des ponts et chaussées, et d'Yvonne Payré (1895-1979). Il passe les sept premières années de sa vie à Safi, où son père participe à la construction du port de la ville, puis une grande partie de son enfance dans la maison familiale au Bousquet-d'Orb, dans l'Hérault. Il passe quelques années au Havre.

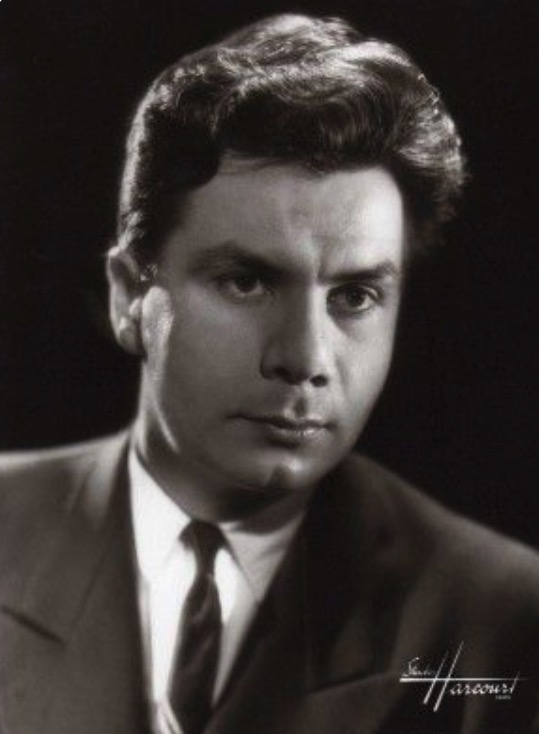
Michel Galabru en 1952, posant pour le Studio Harcourt.

Il a deux frères, Marc Galabru (1929-2014), médecin, et un autre Jean, l'aîné, jeune homme lettré qui écrivait des poèmes, mort à l'âge de 18 ans de la tuberculose,.
Se destinant d'abord à devenir joueur de football professionnel (il est d'ailleurs depuis son enfance un grand supporter du Stade olympique montpelliérain), c'est finalement le métier de comédien qui l'attire. Le parcours de Sacha Guitry, piètre élève à l'école, tout comme lui, mais avec la carrière de comédien que l'on connaît, a une grande influence sur son désir de devenir artiste. « J'ai été mis dehors de sept écoles différentes. Remarquez, Guitry a été viré douze fois. Ça prouve bien qu'il avait plus de talent que moi. » Il écrit d'ailleurs un livre sur lui, en 2001 : Galabru raconte Sacha Guitry. Un autre artiste qui a une influence sur lui, durant sa jeunesse, fut Tino Rossi, qu'il admire au point de se coiffer comme lui.
Après des études au collège Saint-François-Régis et au lycée Pierre Rouge (enclos saint François de la Pierre Rouge) de Montpellier (fondé par Charles Prévost) puis au lycée jésuite Saint-Louis de Gonzague à Paris 16e, il suit, après le bac, une année de droit pour obéir à l'injonction de son père : « Fais ton droit, je te ferai entrer chez Schneider au contentieux. Ce mot m'a effrayé. »
Requis par le Service du travail obligatoire (STO), à 20 ans dans la classe 42, il est envoyé en 1942 comme ouvrier dans un camp de travail à Klagenfurt en Autriche, puis comme forgeron en Yougoslavie. N'ayant pas les qualifications qu'il a déclarées, il est accusé de sabotage et envoyé dans un camp disciplinaire duquel il est libéré par les Partisans yougoslaves. Il est nommé « commissaire politique de Tito » par ses camarades. Il épargne alors un soldat allemand, qui, selon ses dires avait à peine une vingtaine d'années, et évite le lynchage à un autre, qui était selon lui, chef des Jeunesses hitlériennes,.

### Débuts
Après la guerre, Michel Galabru gagne Paris afin d’y préparer le Conservatoire national d'art dramatique (promotion 1950). Il y rencontre sa première épouse Annette Jacquot, apprentie comédienne, avec qui il aura deux fils, Jean et Philippe. Après trois ans d’études dans la classe de Denis d'Inès, couronné par un premier prix du Conservatoire, il est engagé à la Comédie-Française le 1er septembre 1950. Il débute dans George Dandin ou le Mari confondu, et interprète les différents auteurs classiques et modernes du répertoire du Français : Shakespeare, Molière, Marivaux, Feydeau, Courteline, Jules Romains. Il sera pensionnaire de la Comédie pendant sept ans.
En 1972, durant l'émission Monsieur Cinéma, il parle de cette expérience : « J'aurais voulu jouer les Valets, Scapin, tous ces types très malins et on ne me les a jamais fait jouer à cause de mon physique. On m'a tout de suite mis dans les petits rondouillards, ce qui est très humiliant, et on vous dit toujours « vous êtes content, vous avez un bel emploi ». Tout ce qui est beau et glorieux, c'est fini. Vraiment, c'est pénible. »
Il se lie notamment d'amitié avec Jean Paul Belmondo, Jean Rochefort ou encore Jean-Pierre Marielle.
Il y reste jusqu'au 1er septembre 1957 et décide alors de prendre des risques et quitte ce prestigieux cénacle pour voler de ses propres ailes.
Il travaille également pour le cinéma, il y débute en 1951 avec Ma femme, ma vache et moi de Jean Devaivre.

### Carrière au cinéma
Acteur de la comédie populaire française, Michel Galabru a tourné dans plus de 250 films et téléfilms ; si certains de ces films ont connu un grand succès, d'autres très nombreux ont été, de son propre aveu, des films purement alimentaires. À propos de ces films, il confia, dans une interview, avoir entendu le producteur de la saga du Gendarme de Saint-Tropez déclarer au réalisateur : « Tu me prends Louis de Funès, et je ne veux que des ringards autour ». Exacte ou non, cette anecdote révèle en tout cas la modestie de l'acteur. Cependant, il a su aussi briller dans le registre dramatique, notamment dans Le Juge et l'Assassin, rôle pour lequel il a reçu le César du meilleur acteur en 1977.

#### Années 1960 à 1990
À l'affiche des théâtres de boulevard, Michel Galabru tourne en 1961 dans La Guerre des boutons d'Yves Robert, jouant alors le rôle du père de Bacaillé.

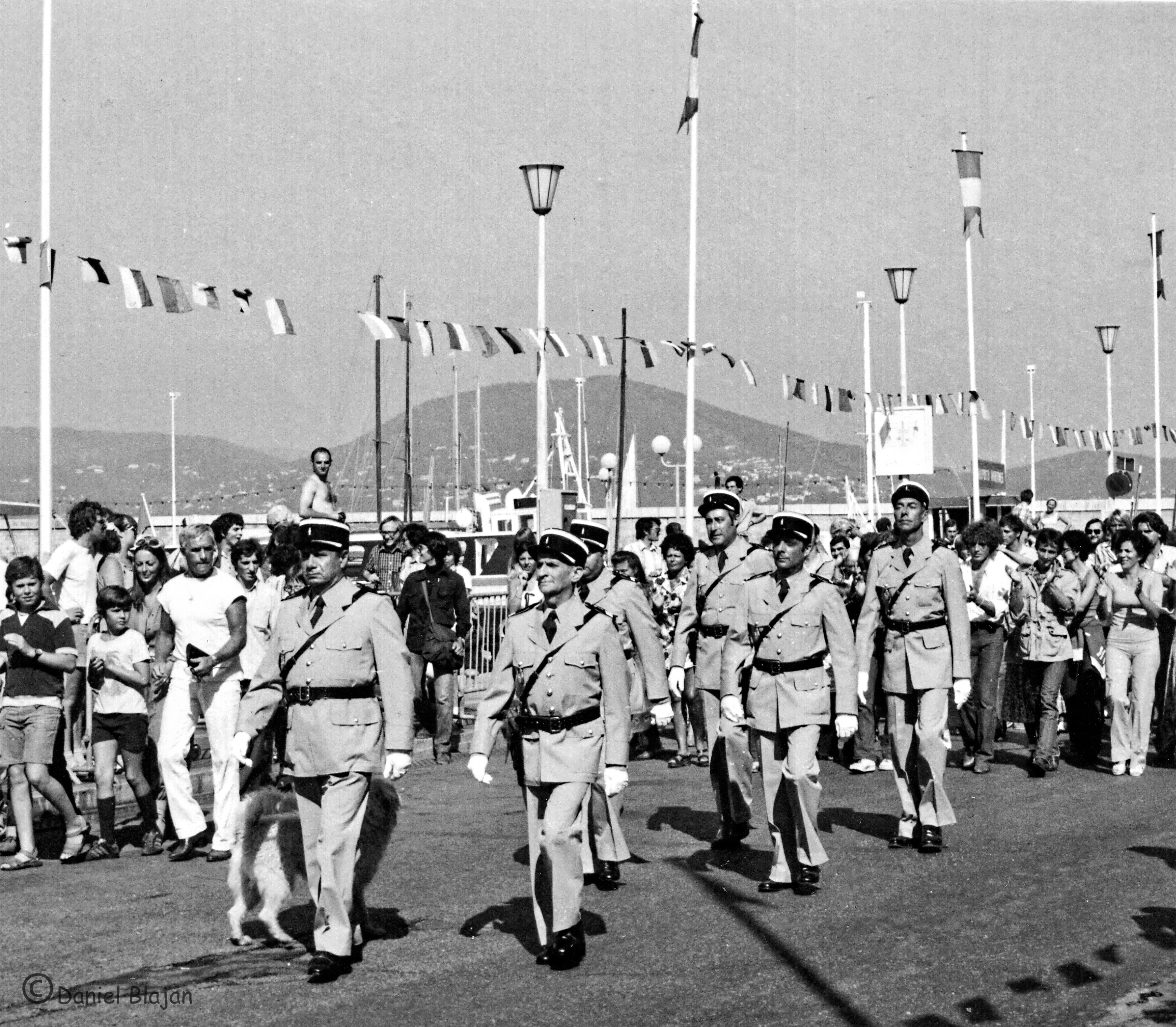
L'acteur durant le tournage du film Le Gendarme et les Extraterrestres en 1978, avec à ses côtés Louis de Funès, Maurice Risch, Michel Modo, Guy Grosso et Jean-Pierre Rambal.

À partir de 1964, le film Le Gendarme de Saint-Tropez de Jean Girault le révèle au grand public. Interprète de l'adjudant Gerber, Galabru retrouve Louis de Funès rencontré dans Nous irons à Deauville en 1962, ce dernier l'engageant régulièrement par la suite dans ses films, ayant beaucoup d'estime pour lui, le considérant comme un nouveau « Raimu avec un coin de rêve dans l'œil ». Le reste de la troupe est joué par Guy Grosso, Michel Modo, Jean Lefebvre et Christian Marin, Galabru citant en 2012 un producteur : « Tu me prends Louis de Funès, et je ne veux que des ringards autour. » Le succès du film, qui récolte 7 800 000 entrées, lui permet de devenir le film le plus vu en France de l'année, amorçant ainsi la production de cinq suites, le dernier datant de 1982, Galabru étant l'un des quatre membres du premier film présent dans chaque volet, les autres étant Louis de Funès, Guy Grosso et Michel Modo, à cela s'ajoutent au compte-gouttes à partir du cinquième volet, Maurice Risch, Jean-Pierre Rambal et Patrick Préjean. Au total, la saga récolte 35 000 000 entrées en France. Au sujet de son comparse de Funès : « c'était un type charmant. Il fallait se pincer pour savoir que c'était la vedette. Du moment où on était comédiens, on était copains avec lui, très simplement […] Il a fait des gestes formidables pour moi. C'était la vedette, c'était lui qui attirait le monde. Les autres, on était les ringards comme ils disaient. C'est lui qui a demandé à ce que mon nom soit au-dessus du titre avec lui, c'est très rare. »
Il joue ensuite plusieurs rôles dramatiques. Il revient au théâtre avec La Femme du boulanger et Le Bourgeois gentilhomme. En 1972, il interprète le rôle du docteur Léon Galipeau dans Viager de Pierre Tchernia.
En 1976, Bertrand Tavernier lui offre le rôle de l'assassin Joseph Bouvier, inspiré par Joseph Vacher, face au juge Rousseau joué par Philippe Noiret, dans son drame Le Juge et l'Assassin. Galabru est sacré l'année d'après dans la catégorie du meilleur acteur, durant la deuxième cérémonie des César. En 1990, il parle de la place de ce rôle dans sa carrière, qui d'après lui, en compte plus d'une centaine de mauvais à l'époque de l'entrevue : « Je me rappelle un vieux comédien, Le Goff, qui n'avait été l'homme que d'un seul rôle. Je me trouvais avec lui devant le tableau de service du Français. Il était très triste : « Vous voyez, je n'ai rien, je ne joue dans rien. ». Et moi, pour lui faire plaisir : « Mais vous avez triomphé dans Le Paquebot Tenacity, de Charles Vildrac. » Et lui : « Comment pouvez-vous vous en souvenir, vous n'étiez pas né… » Le Juge et l'Assassin, c'était jusqu'ici mon Paquebot Tenacity. »
En 1980, il retrouve dans un second rôle Bertrand Tavernier dans le film Une semaine de vacances, porté par Nathalie Baye qui campe une enseignante en plein doute sur sa vocation. Le cinéaste reprend également Philippe Noiret pour son film et déclare au sujet de Galabru : « j’avais envie que Philippe soit dans le film. De la même manière que je souhaitais retrouver Michel Galabru après Le Juge et l’Assassin mais avec un visage qu’il n’avait encore jamais montré. J’ai voulu ici utiliser ses souvenirs personnels de cancre pour qu’il s’empare pleinement de son personnage. Tout son monologue sur la vie d’un cancre est ainsi, pour une large partie, improvisé par lui. »
Durant cette décennie et les suivantes, il est notamment le père conservateur de La Cage aux folles, le commissaire des Sous-doués, le proviseur dans Le bahut va craquer ou encore le papy de Papy fait de la résistance. En 1990, il est le collaborateur dans le film Uranus de Claude Berri dans une distribution qui comprend notamment Gérard Depardieu, Jean-Pierre Marielle, ou encore une fois de plus Philippe Noiret,. La même année, le journal Le Monde parle de la prestation du comédien : « En une scène d’Uranus, Michel Galabru est entré sans effraction dans le club des très grands. On ne sait pas exactement pourquoi, ni surtout comment, mais tout à coup le comédien qu'on aime bien, qui se galvaude en grommelant depuis tant d'années, disparaît. Sur l'écran, il y a Monglat, seulement Monglat, le personnage que voulait jouer Claude Berri, un spécimen rare de salaud pitoyable, dégoulinant de l'argent du marché noir et de dégoût de soi. Et Galabru, soudain d'une sobriété impitoyable, est ce Monglat-là. L'émotion qu'il provoque ne trompe pas, Raimu donnait la même : cette façon de tailler un rôle dans la masse, pas en surface, ce regard, cette épaisseur, ce poids inespéré d'humanité… »

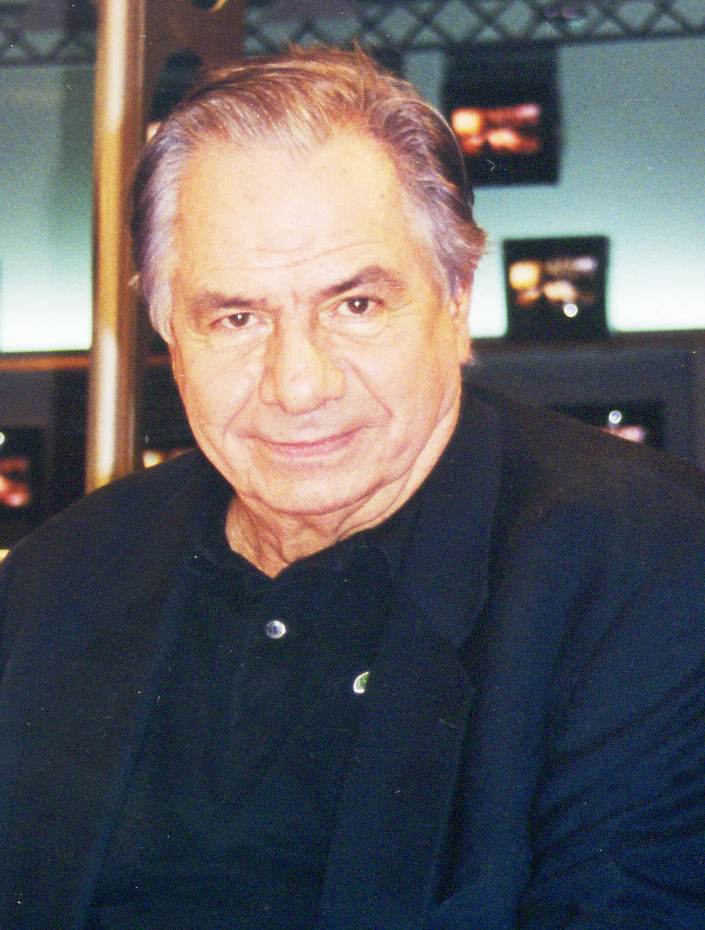
Michel Galabru en 1999, lors de l'inauguration de la chaîne i>télévision.

En 1999, il assiste à l'inauguration de la chaîne TV i-Télé. La même année, il tourne au cinéma dans Astérix et Obélix contre César, la première adaptation en prise de vues réelles de la bande dessinée Astérix, tournage qui marque l'un des derniers films de Claude Zidi ainsi que sa troisième collaboration avec le cinéaste qui lui offre le rôle d'Abraracourcix, le chef du village gaulois,. Le film marque aussi les énièmes retrouvailles avec Gérard Depardieu mais également avec Christian Clavier, qu'il avait rencontré sur le plateau de Papy fait de la résistance. Le film connaît un important succès grâce à ses 9 000 000 entrées en France qui fait de lui le film le plus vu dans les salles de cinéma en France en 1999. Obtenant un résultat mondial de 24 000 000 entrées, il s'agit avec Le Fabuleux Destin d'Amélie Poulain (2001), La Marche de l'empereur (2004) ou encore Intouchables (2011), d'un des films français en langue française les plus vus à l'international,.

#### Années 2000 et 2010
En 2003, il tourne avec Gérard Depardieu et Gérard Lanvin dans San-Antonio, et accepte de se faire raser complètement le crâne pour les besoins du tournage[source insuffisante]. Cette même année, il se lance dans l'animation pour les besoins du film La Prophétie des grenouilles de Jacques-Rémy Girerd, avec à ses côtés Michel Piccoli, Annie Girardot ou encore Jacques Higelin. En 2005, il prête sa voix au sorcier Zabadie dans le film franco-britannique Pollux : Le Manège enchanté et participe en 2012 au film Louis la chance,, dont la production est suspendue après sa mort. En 2008, il fait une brève apparition remarquée dans le film Bienvenue chez les Ch'tis de Dany Boon, qui connut un grand succès en salle avec 20 489 303 entrées, en interprétant le rôle de l’oncle de Julie qui se remémore sa jeunesse dans le Nord,. Cette scène face à Kad Merad est une parodie de la rencontre du capitaine Willard (Martin Sheen) avec le colonel Kurtz (Marlon Brando), dans Apocalypse Now évoquant « le Nord » et non « l'horreur ». Des petits rôles dans des grands succès, c'est ce qui caractérise également l'année 2009 du comédien, avec des apparitions dans Neuilly sa mère de Gabriel Julien-Laferrière et dans Le Petit Nicolas de Laurent Tirard, ce dernier mettant en scène l'éternel cancre dans le rôle du ministre de l'Éducation nationale,. Approchant les 90 ans, Galabru s'exprime en 2010 au sujet de ses rôles devenus moindres avec le temps : « Je suis un type qui va mourir, parce que j'arrive à un âge ou on ne peut plus espérer grand-chose. Maintenant, on me fait jouer des cadavres et je les joue très bien. On sait que ça va se terminer comme ça. Y'en a pas beaucoup qui peuvent voir la gueule qu'ils feront à ce moment-là ».
Le 5 août 2009, Michel Galabru joue la pièce Le Voyage de Monsieur Perrichon au festival de Ramatuelle, dans le théâtre de Verdure,. Après la représentation, alors que le comédien salue le public, une délégation de quatre gendarmes de la véritable brigade de Saint-Tropez monte sur scène pour lui décerner le titre honorifique d'« adjudant d'honneur de la gendarmerie nationale » et lui remettre un képi d'adjudant, en hommage à son rôle de l'adjudant Gerber dans Le Gendarme de Saint-Tropez,. Ému, Michel Galabru déclare avec humour « C'est un retour glorieux au passé. Hélas, nous ne sommes qu’un ou deux survivants ! Et regardez dans quel état que je suis » avant de conclure : « Cet honneur, je le reçois avec beaucoup de plaisir et je vous remercie infiniment »,. Ce sont les directeurs du festival de Ramatuelle, Jacqueline Franjou et Michel Boujenah, qui sont à l'origine de cette surprise,.
En 2010, il est présent au festival de Luchon pour le téléfilm À deux c'est plus facile, et au Festival de Cannes avec le film Un poison violent. En 2011, il reçoit le Brigadier d'honneur pour l'ensemble de sa carrière ainsi que la Grande médaille de vermeil de la ville de Paris.
À 90 ans en 2012, Michel Galabru est sur tous les fronts, comme de nouveau au cinéma avec La Mémoire dans la chair de Dominique Maillet. À la télévision, il apparaît entre 2012 et 2014 dans quelques épisodes de la série comique Scènes de ménages, rendant alors visite au couple fictif Marion Game et Gérard Hernandez,. Jouant un ancien collègue gendarme de ce dernier, Galabru a pour partenaire Claude Gensac qu'il a côtoyé dans la série de films Le Gendarme de Saint-Tropez. Toujours dans la comédie, il apparaît dans l'épisode Bref. Y a des gens qui m'énervent de la série Bref., de et avec Kyan Khojandi. Changement de registre complet, puisqu'il campe un tueur en série et violeur le temps d'un épisode de la troisième saison de la série policière Profilage. Enfin, il apparaît dans la web-série Storsky et Futch, le court métrage Le Jeu de cette famille, et au théâtre avec La Femme du boulanger puis Tartarin de Tarascon retransmis en direct sur France 2.
Par décret du 14 mai 2013, il est élevé à la dignité de grand officier de l'ordre national du Mérite. La même année, il retrouve une dernière fois Gérard Depardieu dans le film de bouliste Les Invincibles de Frédéric Berthe, dans lequel il tient le rôle du président de la fédération de pétanque.
Du 22 au 26 juillet 2014, il préside le jury de la 27e édition du Festival international du film de Vébron, en Lozère, aux côtés de sa fille Emmanuelle et des actrices Sophie Barjac, Alice Béat et du jeune comédien Nassim Boutelis. Un hommage lui est rendu avec la projection du film Le Juge et l'assassin.
Début 2017, il apparaît de manière posthume dans son propre rôle, pour les besoins du film d'Édouard Baer Ouvert la nuit.

### Carrière au théâtre
En 1984, Michel Galabru rachète et reconstruit, pour sa fille Emma, la salle de spectacle délabrée du conservatoire Maubel qui ouvre par la suite sous le nom du théâtre Montmartre-Galabru.
En 1985, il achète le théâtre de Dix Heures pour en faire un tremplin pour les jeunes auteurs et comédiens, sous la direction de son fils Jean Galabru, mais ne parvient à l'exploiter que durant quatre années.
Au milieu des années 1980, il crée « Les estivales de Malaucène », dans le Vaucluse. Ce festival qui réunit plus de 50 000 spectateurs, accueille de nombreuses personnalités et amis de Michel dont Rosy Varte, Micheline Dax ou encore Yolande Folliot, mais cesse au bout de huit ans.

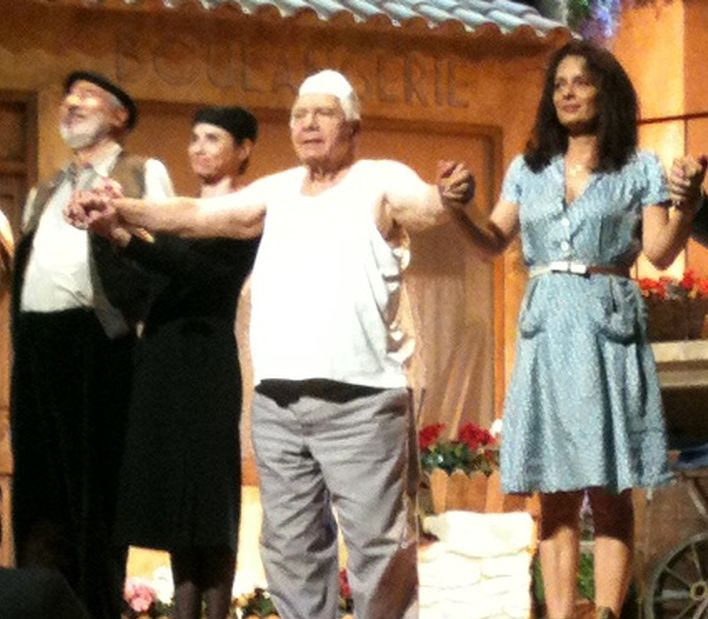
Michel Galabru lors d'une représentation de La Femme du boulanger, en 2012.

Tout en exerçant son métier sur les planches et sur l'écran, Michel Galabru a donné, à partir du début des années 1980, des cours de théâtre, au théâtre Montmartre Galabru, puis au théâtre des Variétés, et enfin au théâtre du Gymnase.
En 1998, il met en scène la pièce La Femme du boulanger de Marcel Pagnol.
En 2008, le Molière du meilleur comédien lui est décerné, à 85 ans, pour son rôle dans Les Chaussettes – opus 124.
En 2014, il remonte sur scène au théâtre avec Les Diablogues après plus de soixante ans sur les planches. Michel Galabru adore jouer les pièces de Marcel Pagnol, comme le prouvent ses rôles au théâtre entre 1980 et 2015.
À la fin 2014, l'acteur joue Cancre, un texte autobiographique dans lequel il revient avec humour sur sa carrière, mais il met fin aux représentations prématurément en novembre 2015.
En 2015, il interprète son dernier rôle titre, Jofroi, adapté de l’œuvre de Marcel Pagnol, mise en scène par Jean-Claude Baudracco.

### Vie privée
Marié à Anne Jacquot, Michel Galabru a d'elle deux fils, Jean (né en 1960) et Philippe (né en 1970). Il rencontre ensuite sa seconde femme, Claude Etevenon (1943-2015), ex-juge d'instruction, avec laquelle il aura une fille, Emmanuelle (née en 1976). La philosophe Sophie Galabru, fille de son fils Jean, est sa petite-fille.
Devenu âgé, Michel Galabru a confié avoir toujours souffert de l'image de pitre, juste bon à amuser la galerie, que lui renvoyaient les gens depuis son enfance. Il concevait une grande amertume de ce que les autres n'ont jamais compris que, derrière le masque du « rigolo » affiché par défaut, il y avait eu un enfant conscient de ses faiblesses (notamment scolaires) qui lui causaient beaucoup de souffrances intérieures. Faire rire ses camarades de classe était un exutoire et aussi une manière de se faire remarquer et apprécier malgré tout... et faute de mieux. Comme il le disait lui-même : « il n'y a pas de cancre heureux, c'est une image folklorique et littéraire », égratignant à dessein le poème de Jacques Prévert.

### Mort et obsèques

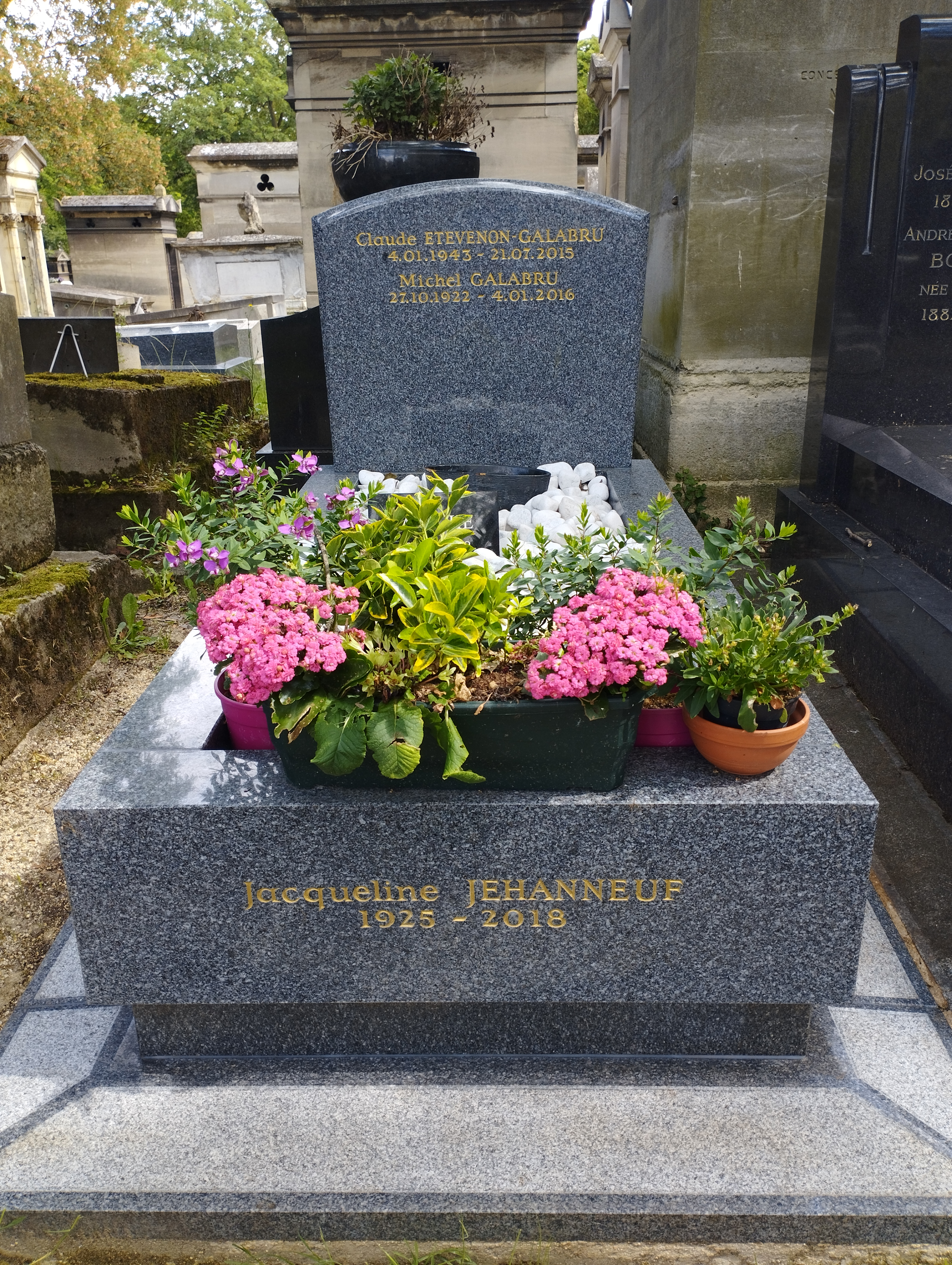
Tombe de Michel Galabru au cimetière de Montmartre (division 32).

Michel Galabru meurt à Paris le 4 janvier 2016 à l'âge de 93 ans.
Ses obsèques sont célébrées le 12 janvier 2016 en l'église Saint-Roch, dans la même ville, en présence de nombreuses personnalités du monde de la culture et de la ministre de la Culture Fleur Pellerin.
Après avoir été incinéré dans l'intimité, ses cendres sont inhumées au cimetière de Montmartre, dans la 32e division, aux côtés de son épouse. Leur amie Jacqueline Jehanneuf les rejoint dans le même caveau à sa mort en 2018.

## Analyse

### Son choix entre le grand écran et les planches
Au sujet du cinéma et du théâtre, l'acteur déclare : « Le cinéma, c'est fait pour gagner de l'argent. Le théâtre, c'est l'art du comédien ; le cinéma celui du metteur en scène ». Sur sa carrière personnelle : « Je n’ai pas trouvé ma place au cinéma. Je suis connu parce que j’étais à côté de Louis de Funès, mais sinon, personnellement, je n’ai pas fait une très bonne carrière cinématographique. J’ai eu un ou deux bons films, ce qui est déjà pas mal, j’ai des camarades qui n’ont pas eu cette chance. Le Juge et l'Assassin, Uranus, Le Viager...mais, j’ai eu 10 ans d’interruption sans tourner au cinéma ou à la télé, même pas un jour ! Et là, j’ai repris, mais un jour avec Les Ch’tis, deux jours avec Le Petit Nicolas… Bref, ce n’est rien. C’est le théâtre qui me nourrit. »

### Les pourquoi des nanars
Michel Galabru n'a jamais caché que sa participation à de nombreux nanars était uniquement due à des raisons pécuniaires,.
En 1990, recevant alors d'excellents retours pour son rôle dans le film Uranus de Claude Berri, il parle de ces films pour le journal Le Monde : « Ces films auxquels vous pensez, je les appelle des « ménages ». Dans notre jargon, « faire un ménage » signifie qu'on n'est pas vraiment impliqué, on passe chercher le chèque… Mon excuse, c'est que ma tête convenait pour toute une série de gaudrioles un peu franchouillardes, et il faut bien avouer que plus c'était mauvais, plus c'était payé. Mon frère, qui est médecin à Troyes, avait pris l'habitude de me dire : « Quand tu es à l'affiche, on sait qu'il ne faut pas y aller. » Combien j'en ai tourné de mauvais ? Je ne sais pas, il paraît que c'est écrasant, 150, 160 peut-être, mais n'oublions pas que là-dedans, il y a des rôles d'une demi-journée. Au cours de ma carrière, je signale tout de même que j'ai fait huit films gratuitement, pour faire plaisir, et que dans certains je suis allé jusqu'à payer mon costume… L'homme n'est pas complètement mauvais. »
Il en parle également en 1998 avec Télérama : « j'en avais tellement marre de ces problèmes d'argent que je signais tous les contrats. N'importe quoi. Deux-trois jours par-ci, par-là, à faire l'imbécile dans des films insipides dont je ne connaissais pas toujours l'histoire. […] Enfin, il faut reconnaître que ces navets m'ont permis de durer, de subsister, d'attendre qu'on me propose quelque chose de mieux ». Il dira également à une autre reprise : « Quand le fisc tape à votre porte et que vous n'avez pas un sou et qu'on vous propose justement la possibilité de payer, moi je me lance dans l'aventure. »

## Théâtre
- 1950 : Barabbas de Michel de Ghelderode, mise en scène Jean Le Poulain et Roger Harth, théâtre de l'Œuvre

### Comédie-Française
- 1950 : Othello de William Shakespeare, mise en scène Jean Meyer
- 1950 : Les Mentons bleus de Georges Courteline, Comédie-Française à l'Odéon
- 1950 : La Robe rouge d'Eugène Brieux, mise en scène Jean Meyer, Comédie-Française à l'Odéon
- 1950 : Un conte d'hiver de William Shakespeare, mise en scène Julien Bertheau
- 1951 : Le commissaire est bon enfant de Georges Courteline, mise en scène Robert Manuel
- 1951 : Le Dindon de Georges Feydeau, mise en scène Jean Meyer
- 1951 : Madame Sans-Gêne de Victorien Sardou, mise en scène Georges Chamarat
- 1951 à 1956 : Le Bourgeois gentilhomme de Molière, mise en scène Jean Meyer
- 1951 : Donogoo de Jules Romains, mise en scène Jean Meyer
- 1951 : Comme il vous plaira de William Shakespeare, mise en scène Jacques Charon
- 1952 : Sganarelle de Molière, mise en scène Jacques Clancy
- 1952 : La Reine morte de Henry de Montherlant, mise en scène Pierre Dux
- 1952 : Le Mariage de Figaro de Beaumarchais, mise en scène Jean Meyer
- 1952 : La Coupe enchantée de Jean de La Fontaine et Champmeslé, mise en scène Jacques Clancy
- 1952 : Le Voyage à Biarritz de Jean Sarment, mise en scène de l'auteur
- 1953 : Six Personnages en quête d'auteur de Luigi Pirandello, mise en scène Julien Bertheau
- 1954 : Les Précieuses ridicules de Molière, mise en scène Robert Manuel
- 1954 : Le Médecin malgré lui de Molière
- 1954 : George Dandin ou le Mari confondu de Molière, mise en scène Georges Chamarat
- 1954 : L'École des maris de Molière, mise en scène Jean Meyer
- 1955 : Fantasio d'Alfred de Musset, mise en scène Julien Bertheau
- 1955 : George Dandin ou le Mari confondu de Molière, mise en scène Georges Chamarat, théâtre des Célestins
- 1955 : Le Bourgeois gentilhomme de Molière, mise en scène Jean Meyer, Broadway Theatre
- 1955 : Le Barbier de Séville de Beaumarchais, mise en scène Gaston Baty et Jacques Charon, Broadway Theatre
- 1957 : La Seconde Surprise de l'amour de Marivaux, mise en scène Hélène Perdrière

### Après la Comédie-Française

#### Années 1950 et 1960
- 1957 : La Mégère apprivoisée de William Shakespeare, mise en scène Georges Vitaly, théâtre de l'Athénée
- 1958 : Le Chinois de Pierre Barillet et Jean-Pierre Gredy, mise en scène Georges Vitaly, théâtre La Bruyère
- 1960 : Les Cochons d'Inde d'Yves Jamiaque, mise en scène de l'auteur, théâtre du Vieux-Colombier
- 1961 : Les Rustres de Carlo Goldoni, mise en scène Roger Mollien et Jean Vilar, festival d'Avignon
- 1961 : Arden de Feversham adaptation Yves Jamiaque, mise en scène Bernard Jenny, théâtre du Vieux-Colombier
- 1961 : Les Béhohènes de Jean-Pierre Darras et Jean Cosmos, mise en scène Jean-Pierre Darras, théâtre du Vieux-Colombier
- 1962 : Les Rustres de Carlo Goldoni, mise en scène Roger Mollien et Jean Vilar, Festival d'Avignon
- 1965 : Pieds nus dans le parc de Neil Simon, mise en scène Pierre Mondy, théâtre de la Madeleine
- 1966 : Eris de Lee Falk, mise en scène Georges Vitaly, théâtre La Bruyère
- 1966 : Mêlées et démêlées d'Eugène Ionesco, mise en scène Georges Vitaly, théâtre La Bruyère
- 1967 : Intermezzo de Jean Giraudoux, mise en scène Michel Etcheverry, festival de Bellac
- 1967 : Dom Juan ou le Festin de pierre de Molière, mise en scène Georges Descrières, festival de Bellac
- 1967 : Vacances pour Jessica de [[Carol Green], mise en scène Yves Brureau
- 1968 : La Famille Tot d'Istvan Orkeny, mise en scène Michel Fagadau, théâtre de la Gaîté-Montparnasse

#### Années 1970 et 1980
- 1970 : Les Poissons rouges ou Mon père ce héros de Jean Anouilh, mise en scène Jean Anouilh et Roland Piétri, théâtre de l'Œuvre
- 1971 : Deux femmes pour un fantôme de René de Obaldia, mise en scène Pierre Franck, théâtre de l'Œuvre
- 1972 : Les Poissons rouges ou Mon père ce héros de Jean Anouilh, mise en scène Jean Anouilh et Roland Piétri, théâtre des Célestins, tournée Karsenty-Herbert
- 1972 : La Claque d'André Roussin, mise en scène de l'auteur, théâtre de la Michodière
- 1973 : Le Borgne d'Eduardo Manet, mise en scène Michel Fagadau, théâtre de l'Athénée-Louis-Jouvet
- 1975 : Volpone de Ben Jonson, traduction et mise en scène René Legueltel, Galerie 55 Paris
- 1978 : Les Rustres de Carlo Goldoni, mise en scène Claude Santelli, théâtre de la Michodière
- 1981 : Les Rustres de Carlo Goldoni, mise en scène Claude Santelli, Eldorado
- 1982 : La Pattemouille de Michel Lengliney, mise en scène Jean-Claude Islert, théâtre de la Michodière
- 1983 : L'Entourloupe d'Alain Reynaud-Fourton, mise en scène Michel Modo, théâtre des Nouveautés, théâtre des Célestins, tournée
- 1985 : La Femme du boulanger de Marcel Pagnol, mise en scène Jérôme Savary, théâtre Mogador
- 1986 : La Femme du boulanger de Marcel Pagnol, mise en scène Jérôme Savary, Théâtre de la Criée, théâtre de Nice
- 1987 : L'Hurluberlu de Jean Anouilh, mise en scène Gérard Vergez, théâtre du Palais Royal
- 1987 : Le Bourgeois gentilhomme de Molière, mise en scène Jérôme Savary
- 1988 : À ta santé, Dorothée de Remo Forlani, mise en scène Jacques Seiler, théâtre de la Renaissance
- 1988 : Les Rustres de Carlo Goldoni, mise en scène Michel Galabru, Printemps des comédiens, Montpellier.

#### Années 1990 et 2000
- 1991 : Monsieur Amédée d’Alain Reynaud-Fourton, mise en scène de l'auteur, théâtre de l'Eldorado
- 1993 : Le Bourgeois gentilhomme de Molière, mise en scène Jean-Pierre Fontaine
- 1994 : La Poule aux œufs d'or d'Alexandre Vial, mise en scène Michel Galabru
- 1995 : Merlusse de Marcel Pagnol, mise en scène Georges Folgoas
- 1995 : L'École des femmes de Molière, mise en scène Robert Manuel
- 1996 : Le commissaire est bon enfant de Georges Courteline, mise en scène Michel Galabru
- 1996 : Mentons bleus de Georges Courteline, mise en scène Jean-Philippe Weiss
- 1996 : On purge bébé de Georges Feydeau, mise en scène Michel Galabru
- 1997 : Les Marchands de gloire de Marcel Pagnol, Robert Trébor et Paul Nivoix, mise en scène Michel Fagadau, Comédie des Champs-Élysées
- 1998 : La Femme du boulanger de Marcel Pagnol, mise en scène Michel Galabru, Comédie des Champs-Élysées
- 1999 : Les Marchands de gloire de Marcel Pagnol, Robert Trébor et Paul Nivoix, mise en scène Michel Fagadau, théâtre des Célestins
- 1999 : Monsieur Amédée d’Alain Reynaud-Fourton, mise en scène Jean-Pierre Dravel, théâtre Comédia
- 2001 : Bon Appétit, Messieurs ! de Jean Galabru, mise en scène Olivier Macé et Jean-Pierre Dravel, théâtre Comédia
- 2001 : Turcaret de Lesage (pièce retransmise sur France 3)
- 2003 : Les affaires sont les affaires d'Octave Mirbeau, mise en scène Louis Carantino, tournée
- 2004 : On nous a menti ! de Michel Galabru, one man show mise en scène Jacques Décombe, Bobino, théâtre Marigny
- 2004 : Les Rustres de Carlo Goldoni, mise en scène Francis Joffo, théâtre Saint-Georges
- 2006 : Monsieur Amédée d'Alain Reynaud-Fourton, mise en scène Jean Galabru, tournée
- 2007 : Les Chaussettes opus 124 de Daniel Colas, mise en scène de l'auteur, théâtre des Mathurins
- 2009 : Jules et Marcel d'après la correspondance entre Raimu et Marcel Pagnol, mise en scène Jean-Pierre Bernard, théâtre Hébertot
- 2009 : Le Voyage de monsieur Perrichon d'Eugène Labiche, mise en scène Jean Galabru, festivals d'été.

#### Années 2010
- 2010 : L'Entourloupe d'Alain Reynaud-Fourton, mise en scène Jean Galabru, tournée
- 2010 : Chat en poche de Georges Feydeau, mise en scène Jean Galabru, festivals d'été
- 2010-2011 : Jules et Marcel d'après la correspondance entre Raimu et Marcel Pagnol, mise en scène Jean-Pierre Bernard, théâtre Marigny, tournée
- 2010 : La Femme du boulanger de Marcel Pagnol, mise en scène Alain Sachs, théâtre André-Malraux, représentation du 30 décembre 2010 retransmise en direct sur France 2
- 2011 : Seul en scène, one man show, tournée
- 2011 : Les Rustres de Carlo Goldoni, mise en scène Jean Galabru, festivals d'été
- 2012 : La Femme du boulanger de Marcel Pagnol, mise en scène Alain Sachs, théâtre Hébertot
- 2012 : Tartarin de Tarascon de et mise en scène Jérôme Savary, théâtre André-Malraux, représentation du 27 décembre 2012 retransmise en direct sur France 2
- 2013 : La Femme du boulanger de Marcel Pagnol, mise en scène Alain Sachs, tournée
- 2013 : Lettres de mon moulin de Marcel Pagnol, mise en scène Jean Galabru, théâtre Saint-Georges
- 2013 : Jules et Marcel, d'après la correspondance entre Raimu et Marcel Pagnol, mise en scène Jean-Pierre Bernard, théâtre Silvain (Marseille)
- 2013 : Lettres de mon moulin d'Alphonse Daudet, mise en scène Jean Galabru, festivals d'été
- 2014 : Les Diablogues de Roland Dubillard, mise en scène Anne Bourgeois, théâtre du Palais-Royal
- 2014-2015 : Jofroi, d'après Jean Giono et Marcel Pagnol, mise en scène Jean-Claude Baudracco, tournée
- 2015 : Le Cancre (seul en scène), mise en scène de Michel Galabru et Eric Reynaud-Fourton, théâtre Montmartre-Galabru.

### Metteur en scène
- 1954 : Le commissaire est bon enfant de Georges Courteline, tournée
- 1954 : George Dandin ou le Mari confondu de Molière, tournée
- 1989 : Quai des marionnettes de Dominique Dubuisson, théâtre Paris-Villette
- 1994 : La Poule aux œufs d'or de Jean Galabru
- 1996 : Le commissaire est bon enfant de Georges Courteline
- 1996 : On purge bébé de Georges Feydeau
- 1998 : Les Casseroles de Jean Galabru
- 1998 : La Femme du boulanger de Marcel Pagnol, Comédie des Champs-Élysées

## Publications
- Michel Galabru, Je l'ai perdue au 18, Neuilly-sur-Seine, Harca, 1996, 252 p. (ISBN 978-2-911462-04-7, BNF 36963835)
- Michel Galabru, Galabru raconte Pagnol, Paris, Flammarion, 1999, 297 p. (ISBN 978-2-08-067746-4, BNF 37058417)
- Michel Galabru, Galabru raconte Guitry, Paris, Flammarion, 2001, 365 p. (ISBN 978-2-08-067967-3, BNF 37222970)
- Michel Galabru, Trois petits tours et puis s'en vont : mémoires, Paris, Flammarion, 2002, 369 p. (ISBN 978-2-08-068212-3, BNF 38898351)
- Michel Galabru, Vous m'avez compris : pensées, répliques et anecdotes, Paris, Le Cherche midi, 2003, 252 p. (ISBN 978-2-7491-0137-8)
- Michel Galabru, Rire c'est vivre : le grand livre de l'humour, Cachan, Sélection du Reader's digest, 2005, 415 p. (ISBN 978-2-7098-1668-7)
- Michel Galabru (en coll. avec Sophie Galabru), Je ne sais pas dire non !, Neuilly-sur-Seine, Michel Lafon, 2011, 317 p. (ISBN 978-2-7499-1490-9, BNF 42530247)
- Michel Galabru (propos recueillis par Sophie Galabru), Tout est comédie : abécédaire du théâtre et autres fantaisies, Paris, Le Cherche midi, coll. « Documents », 2013, 243 p. (ISBN 978-2-7491-2498-8, BNF 43558848)

- Michel Galabru, avec Alexandre Raveleau, Les Rôles de ma vie, Paris, Hors Collection, 2016, 316 p. (ISBN 978-2-258-13581-9 et 2-258-13581-8)

## Pièces audiophoniques
- 1971 : Bouvard et Pécuchet de Flaubert (audio), Adaptation radiophonique en dix épisodes pour Radio France
- 1989 : Le Malade imaginaire de Molière (audio), enregistrement de la pièce de 1964, éditions Hachette (CD audio).
- 1999 : Autoportrait d'un funambule, autobiographie en 20 épisodes par Grégory Choquené de Radio France.
- 1999 : La Danse des Gaulois (CD audio), éditions La Tribu.
- 2001 : Michel Galabru raconte Pierre et le Loup (livre-CD), éditions Didier Jeunesse.
- 2003 : Le Prince de Nicolas Machiavel (CD audio), éditions Fremeaux & Associés,  (ISBN 978-2878622294).
- 2003 : Les fables de La Fontaine vol. 1 (CD audio), éditions Frémeaux & Associés.
- 2005 : La Chèvre de monsieur Seguin et autres lettres de mon moulin (CD audio).
- 2006 : Les fables de La Fontaine vol. 2 (CD audio), éditions Frémeaux & Associés.
- 2010 : Michel Galabru raconte la véritable histoire des santons de Provence (livre CD audio), éditions Eponymes.
- 2010 : De la Terre à la Lune de Jules Verne (CD audio), éditions La Compagnie du savoir.
- 2010 : Le Bourgeois gentilhomme de Molière, enregistrement de la pièce à la Comédie-Française de 1955, (CD audio), éditions Eponymes.
- 2011 : Michel Galabru raconte Ali Baba et les 40 voleurs (livre CD audio), éditions Eponymes.
- 2011 : Michel Galabru raconte Peter Pan (Livre CD audio), éditions Eponymes.
- 2011 : Michel Galabru raconte Le Petit Chaperon rouge (livre CD audio), éditions Eponymes.
- 2011 : Michel Galabru raconte Tom Pouce (livre CD audio), éditions Eponymes.
- 2012 : Les 20 Contes indispensables pour enfants sages (CD audio), éditions Eponymes.
- 2012 : L'Avare" de Molière (CD audio), éditions La Compagnie du savoir.
- 2012 : L'Iliade et l'Odyssée de Homère (CD audio), éditions La Compagnie du savoir.
- 2013 : Histoires de loup (CD audio), éditions Eponymes.
- 2014 : Contes de Grimm (CD audio), éditions Eponymes.
- 2014 : Contes des mille et une nuits (CD audio), éditions Eponymes.
- 2014 : De la Terre à la Lune : autour de la lune, document parlé de 1958, (CD audio), éditions BNF.
- 2014 : Cyrano de Bergerac d'Edmond Rostand, enregistrement de la pièce de 1960, (CD audio), éditions BNF.
- 2014 : Michel Galabru raconte De Funès, série de 10 interviews par Éric Bastien de France Bleu.

## Distinctions

### Récompenses
- 1954 : 1er prix au Conservatoire national supérieur d'art dramatique
- César 1977 : César du meilleur acteur pour Le Juge et l'Assassin
- Prix Plaisir du théâtre 2007
- Molières 2008 : Molière du comédien pour Les Chaussettes-Opus 124
- 2009 : adjudant d'honneur de la gendarmerie nationale, en hommage à son rôle de l'adjudant Gerber dans Le Gendarme de Saint-Tropez[36],[37]
- Prix du Brigadier 2011 pour l'ensemble de sa carrière

### Nominations
- César 1986 : César du meilleur acteur dans un second rôle pour Subway
- César 1991 : César du meilleur acteur dans un second rôle pour Uranus

### Décorations et médailles
- Chevalier de la Légion d'honneur (2000)
- Grand officier de l'ordre national du Mérite (2013)[60]
- Commandeur de l'ordre des Arts et des Lettres (2011)[61]
- médaille de grand vermeil de la Ville de Paris pour l'ensemble de sa carrière (2011)
- médaille de la ville de Chablis (2013).

## Expositions et rétrospectives
- À l'occasion du centième anniversaire de sa naissance (1922–2022), une exposition lui est consacrée, retraçant sa carrière au musée de la Gendarmerie et du Cinéma de Saint-Tropez[62].